# 86P/Wild
La cometa Wild 3, formalmente 86P/Wild, è una cometa periodica appartenente alla famiglia delle comete gioviane.

## Orbita
Ha un'orbita con una piccola MOID col pianeta Giove.

Il 15 giugno 1970, quindi 10 anni prima della sua scoperta, passò a sole 0,12 U.A. da Giove, in tale occasione potrebbe aver assunto l'orbita attuale, o forse tale evento è accaduto a seguito dei passaggi estremamente ravvicinati accaduti nell'aprile 1894 o nell'aprile 1811.